# Paul Rasamimanana
Paul Rasamimanana (ur. 11 stycznia 1958) – madagaskarski bokser, uczestnik Letnich Igrzysk Olimpijskich 1980 i 1984. 
Podczas igrzysk w Moskwie, startował w wadze półśredniej. W pierwszej fazie zawodów znokautował boksera węgierskiego Imre Csjefa (w drugiej rundzie), jednak w kolejnym pojedynku to on został znokautowany (również w drugiej rundzie). Dokonał tego John Mugabi, późniejszy medalista tych zawodów.
Madagaskarczyk wystąpił również w tej samej kategorii wagowej na igrzyskach w Los Angeles. Przegrał jednak już w pierwszej rundzie z Brytyjczykiem Mickeyem Hughesem, który pokonał go jednogłośnie na punkty.